# 타이항공 679편 사고
타이항공 679편(영어: Thai Airways flight 679)은 중국 광저우 바이윈 국제공항에서 태국 방콕의 수완나품 국제공항까지 예정된 국제선 여객기였다. 2013년 9월 8일 일요일, 에어버스 A330-300 항공기가 수완나품 국제공항에 착륙하는 동안 활주로에서 미끄러졌다. 탑승자 302명 전원이 생존했다. 그당시 항공기는 상당히 파손되어 이륙했었다.

## 항공기
이 항공기는 1995년 3월 2일 첫 비행을 한 18세의 에어버스 A330-300(일련번호 066)으로, 이전에 에어버스와의 비행시험 중 F-WKJ로 등록되었다. 이 항공기는 3월 24일 타이항공에 인도되어 HS-TEF로 재등록되었다.

## 사건
TG679편은 광저우에서 방콕까지 14명의 승무원과 288명의 승객을 태우고 운항했다. 현지 시각 23시 26분 (4시 26분 UTC) 수완나품 국제공항 19L 활주로에 착륙했다. 날씨 조건이 적절했고 구름도 있고 바람도 잔잔했으며 가시거리가 10km(6.2mi)나 되었다. 그러나, 항공기가 활주로에 착륙했을 때 승객들은 오른쪽 랜딩 기어 근처에서 전기 스파크가 발생하고 그 후에 항공기의 오른쪽 날개와 엔진이 활주로에 접촉했다고 보고했다. 그러자 항공기는 오른쪽으로 돌더니 활주로에서 미끄러졌다. 공항의 긴급구조대에 의해 순식간에 불이 꺼진 항공기 오른쪽에서 다시 화재가 발생했다.
화재가 폭발할 것을 우려한 승객들은 공포에 질려 출구로 달려갔다. 탑승자 302명 전원이 대피 했고, 대피 과정에서 12-14명이 부상을 입었다.

## 조사 및 여파

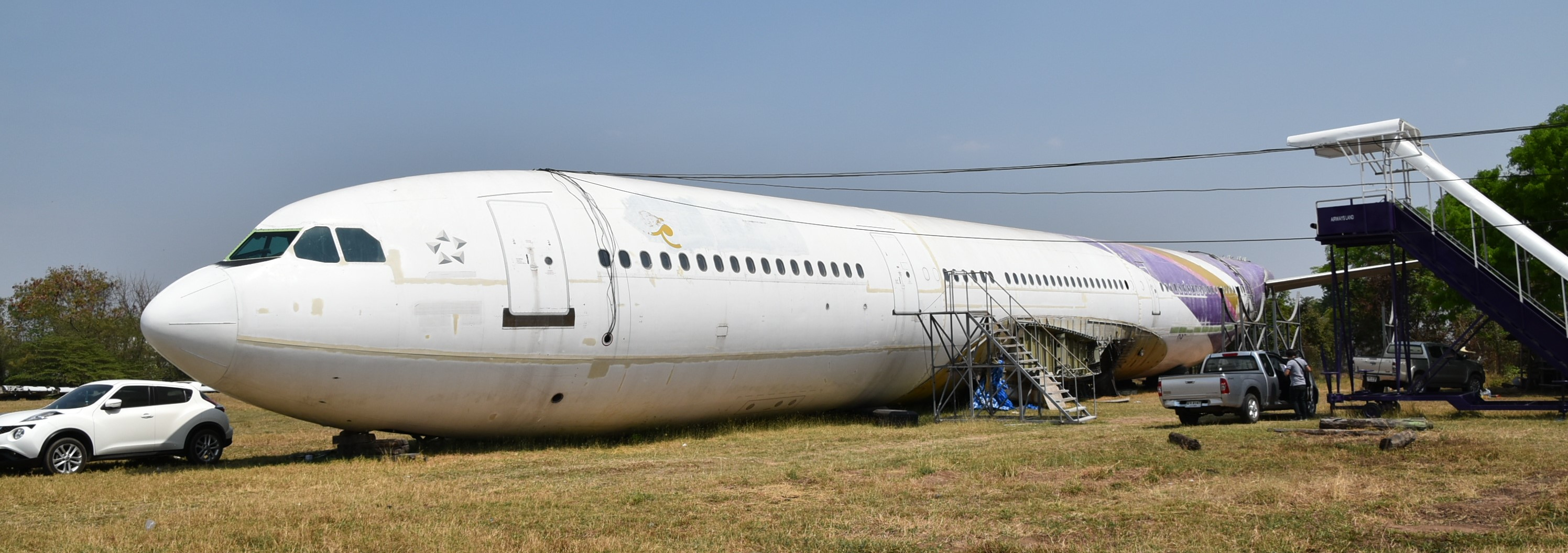
나콘랏차시마 시다 구에서 복원 중의 동체 모습

사고 여파로 타이항공은 항공기의 로고를 검은색으로 칠해 은폐 시도가 있었다는 비난을 받았다. 항공사 관계자는 당초 이 같은 관행은 스타얼라이언스가 권고한 '위기 통신 규약'의 일환이라고 말했다. 이 사실은 이 단체에 의해 부인되었고, 타이 항공은 후에 항공기의 "식별 해제"는 그 자체의 관행이지 스타얼라이언스 정책이 아니라고 명확히 했다. 이 논란은 브랜드 보호 정책으로서의 관행의 적절성과 효과에 대한 논의를 촉발시켰다.
예비 조사 결과, 이 사건의 원인은 bogie beam의 손상으로 인해 우측 랜딩 기어가 붕괴된 것으로 밝혀졌다.
항공기는 수리할 수 없을 정도로 파손되어 선체 손실로 처리되었다. 에어버스 A330의 선체 손실은 이번이 일곱 번째다.
이후 기체는 나콘 라차시마 성 시다 구의 미트라랩 로드에서 카페와 이벤트 공간을 갖춘 에어웨이즈 랜드라는 도로변 명소로 개조되었다.( 북위 15° 34′ 50″ 동경 102° 33′ 25″ / 북위 15.58056°  동경 102.55694°  ).